# Juventud Idente
Juventud Idente es una organización juvenil internacional fundada en España el año 1975 por Fernando Rielo. Su objetivo es la promoción de los más nobles valores humanos universales en la infancia y juventud. Es apolítica y abierta a todas las personas, independientemente de su credo, ideología u otros factores.
Juventud Idente es miembro del Consejo de la Juventud de España y de la Plataforma del Voluntariado de España.
Las actividades de Juventud Idente en España, dirigidas a la infancia y la juventud, se estructuran por proyectos, dedicados a la educación no formal (Proyecto Jovins), la cooperación internacional (Proyecto Cooperar), la reflexión y el compromiso idealista (Parlamento Universal de la Juventud), actividades humanístico-artísticas (Megaid) y de carácter espiritual y cultural (Ruta Jacobea).
El lema de la Juventud Idente es “Dios, Naturaleza y Sociedad”.